# زيزفورة شجيرية
زيزفورة شجيرية (الاسم العلمي:Ziziphora suffruticosa) هي نوع من النباتات يتبع جنس الزيزفورة من الفصيلة الشفوية.